# Archieparquía de Kottayam
La archieparquía de Kottayam (en latín: Archieparchia Kottayamensis y en malabar: കോട്ടയം അതിരൂപത) es una circunscripción eclesiástica de la Iglesia católica en India. Se trata de una archieparquía siro-malabar, sede metropolitana de la provincia eclesiástica de Kottayam. Desde el 14 de enero de 2006 el archieparca es Mathew Moolakkattu, de la Orden de San Benito.

## Territorio y organización
La archieparquía tiene 560 665 km² y extiende su jurisdicción sobre los fieles católicos knanayas, tanto los siro-malabares como los siro-malankares. La archieparquía no tiene un territorio contiguo a las demás eparquías siro-malabares, sino que extiende su jurisdicción personal sobre la comunidad knanaya que reside en el territorio propio de la Iglesia católica siro-malabar en el estado de Kerala y partes de los estados de Tamil Nadu y Karnataka.
La sede de la archieparquía se encuentra en la ciudad de Kottayam, en donde se halla la Catedral de Cristo Rey.
La archieparquía no tiene sufragáneas.
En 2021 en la archieparquía existían 142 parroquias, de las cuales 16 pertenecen a la comunidad knanaya malankara (Malankara Forane), cuyo rito sigue el de la Iglesia católica siro-malankara. Para este rito el 29 de agosto de 2020 fue asignado Gheevarghese Aprem Kurisummottil como obispo auxiliar, con el título de eparca titular de Chayal. Kurisummottil desde 2019 ocupa el cargo de sincelo para los fieles siro-malankaras de la archieparquía de Kottayam.
Se divide en 14 foranías:
- Edacat Forane: 16 parroquias[4]
- Kaduthuruthy Forane: 12 parroquias
- Piravom Forane: 5 parroquias
- Uzhavoor Forane: 9 parroquias
- Kaipuzha Forane: 10 parroquias
- Kidangoor Forane: 8 parroquias
- Chunkom Forane: 9 parroquias
- Rajapuram Forane: 10 parroquias
- Madampam Forane: 20 parroquias
- Perikkalloor Forane: 9 parroquias
- Changaleri Forane: 7 parroquias
- Bangalore Forane: 3 parroquias
- Malankara Forane: 16 parroquias
- Padamugham Forane: 9 parroquias

La archieparquía asiste a las misiones knanayas fuera de su jurisdicción, principalmente en Estados Unidos.

## Historia
Un primer vicariato apostólico de Kottayam fue erigido el 20 de mayo de 1887 con el breve Quod iam pridem del papa León XIII. Con ese documento el papa sacó a los fieles siro-malabar de la jurisdicción de los obispos latinos, estableciendo para ellos dos vicariatos apostólicos autónomos, el de Trichur y el de Kottayam. El 20 de julio de 1896 el mismo pontífice revisó esta subdivisión, estableciendo tres nuevos vicariatos apostólicos, Trichur, Ernakulam y Changanacherry. El anterior vicariato apostólico de Kottayam fue efectivamente abolido con el breve Quae rei sacrae del papa León XIII.
El vicariato apostólico de Kottayam pro gente suddistica fue erigido el 29 de agosto de 1911 con el breve In universi christiani del papa Pío X. Tenía jurisdicción sobre las parroquias knanayas (o sudistas) a lo largo de la costa de Malabar: la jurisdicción antes era ejercida por los vicariatos apostólicos de Ernakulam (hoy archieparquía de Ernakulam-Angamaly) y Changanacherry (hoy archieparquía de Changanacherry).

Nunc vero cum tres Vicarii Apostolici eorumdem, quos supra memoravimus, Vicariatuum, initis inter se consiliis per epistolam diei primi Martii huius vertentis anni a Nobis enixe petierint, ut ad spirituali illarum regionum commoditati satius prospiciendum et ad dissidentium animos consiliandos novus Apostolicus Vicariatus in urbe vulgo `Kottayam’ nuncupata erigeretur. Nos ominibus rei momentis cum VV. FFr. NN. S.R.E. Cardinalibus S. Congregationis Christiano nomini propagando pro negotiis ritus orientalis mature ac sedulo perspectis, huiusmodi preces benigne excipere, atque illi preafatae nationi benevolentiae Nostrae pignus exhibere statuimus. Quare motu proprio, ex certa scientia ac de potestatis Nostrae plenitudine a duplici Vicariatu Apostolico Ernakulamensi et Changanacherensi omnes paroecias et Ecclesias- Suddisicas dismembramus easque in novum Vicariatum Apostolicum in urbe vulgo ‘Kottayam’ pro gente Suddistica constituimus. Quis idcirco complectatur omnes Ecclesias et Sacella pertinentia ad Deccanatum Kottayamensem et Kaduthuruthensem in Vicariatu Apostolico Chenganacherensi una cum Ecclesiis Suddisticis Apostolici Vicariatus Ernakulamensis.

Los knanayas, también conocidos como la comunidad Q'nai, son una comunidad de Kerala que, según afirman algunas tradiciones, se originó por un grupo de inmigrantes judeocristianos del sur de Mesopotamia, que llegó al puerto indio Cranganor (hoy Kodungallur) en 345.
El 21 de diciembre de 1923 el vicariato apostólico fue elevado a eparquía con la bula Romani Pontifices del papa Pío XI.

Anno autem millesimo nongentesimo decimo primo, fel. rec. Pius Papa decimus, Praedecessor Noster, preces a tribus Vicariis Apostolicis SyroMalabarensibus Apostolicae Sedi oblatas benigne excipiens, re matur e perpensa, per Breve In universi christiani, die vigesima nona mensis augusti eiusdem anni datum, a duplici vicariatu apostolico Ernaculamensi et Changanacherensi omnes paroecias et ecclesias, Suddisticae, quam vocant, genti pertinentes, dismembravit, easque in novum apostolicum vicariatum, cum residentia in urbe Kottayam, ac propterea Kottayamensem nuncupandum, constituit. Exinde Ecclesiae Malabaricae, qui adhuc permanet, status, initium habuit, divisio nempe illius christianitatis in quatuor vicariatus apostolicos, Triehurensem videlicet, Ernaculamensem, Changanaeherensem et Kottayamensem.

El 29 de abril de 1955 la jurisdicción fue extendida a todas las parroquias de los sudistas en las provincias eclesiásticas de la Iglesia católica siro-malabar mediante el decreto Suddistica Gens.

Agendum porro supererai negotium iurisdictionis extendendae Episcopi Kottayamensis, cuius curae « Suddistica Gens » commissa est. Cui quidem negotio ut apte consuleretur, Idem Summus Pontifex in Audientia ipsa, de qua supra mentio facta est, dignatus est Kottaymensis Episcopi — cuius residentiae sedes est in urbe Kottayam — iurisdictionem ad novos fines universae provinciae ecclesiasticae chaldaici Malabarensium ritus extendere, edito de re speciali decreto.
 Quapropter, vi praesentis decreti, iussu Ssmi dato, personalis iurisdictio Episcopi Kottayamensis pro « Suddistica Gente » extenditur ad totam provinciam ecclesiasticam ritus chaldaici Malabarensium, auctam videlicet novis limitibus descriptis in decretis nuper editis pro dioecesibus Tellicherriensi, Trichuriensi, Changanacherensi.

El 10 de enero de 1959 pasó a formar parte de la provincia eclesiástica de la archieparquía de Changanacherry.
El 9 de mayo de 2005 la eparquía fue elevada al rango de archieparquía metropolitana sin sedes sufragáneas, mediante el decreto n.º 264/ 2005 del archieparca mayor cardenal Varkey Vithayathil.

Therefore, in virtue of CCEO c. 85 and by the authority vested in him as the Major Archbishop of the Syro-Malabar Major Archiepiscopal Church to provide the people of God entrusted to his care with pastors and efficient systems of governance, and guided by the consideration of the good of the faithful of the Eparchy of Kottayam and of the entire Syro-Malabar Church, the undersigned Varkey Cardinal Vithayathil, hereby elevates the Eparchy of Kottayam to the rank of a Metropolitan See without a suffragan eparchy. By a separate decree, Mar Kuriakose Kunnacherry, the present Eparchial Bishop of Kottayam has been appointed as the first Metropolitan of the newly erected Metropolitan See of Kottayam.

## Estadísticas
Según el Anuario Pontificio 2022 la archieparquía tenía a fines de 2021 un total de 188 106 fieles bautizados.
| Año                                                                             | Población            | Población | Población      | Sacerdotes | Sacerdotes    | Sacerdotes    | Bautizados por sacerdote | Diáconos permanentes | Religiosos | Religiosos | Parroquias |
| Año                                                                             | Bautizados católicos | Total     | % de católicos | Total      | Clero secular | Clero regular | Bautizados por sacerdote | Diáconos permanentes | Varones    | Mujeres    | Parroquias |
| ------------------------------------------------------------------------------- | -------------------- | --------- | -------------- | ---------- | ------------- | ------------- | ------------------------ | -------------------- | ---------- | ---------- | ---------- |
| 2005                                                                            | 170 200              | 3 595 650 | 4.7            | 214        | 150           | 64            | 795                      | 5                    | 36         | 115        | 148        |
| 2009                                                                            | 162 818              | 3 688 800 | 4.4            | 234        | 146           | 88            | 695                      | 5                    | 123        | 1166       | 151        |
| 2013                                                                            | 175 128              | 3 893 000 | 4.5            | 257        | 156           | 101           | 681                      |                      | 129        | 1040       | 149        |
| 2016                                                                            | 185 721              | 4 046 900 | 4.6            | 465        | 354           | 111           | 399                      |                      | 145        | 1061       | 147        |
| 2019                                                                            | 191 200              | 4 199 400 | 4.6            | 487        | 374           | 113           | 392                      |                      | 149        | 1067       | 142        |
| 2021                                                                            | 188 106              | 4 287 750 | 4.4            | 507        | 381           | 126           | 371                      |                      | 159        | 1024       | 142        |
| Fuente: Catholic-Hierarchy, que a su vez toma los datos del Anuario Pontificio. |                      |           |                |            |               |               |                          |                      |            |            |            |

## Episcopologio

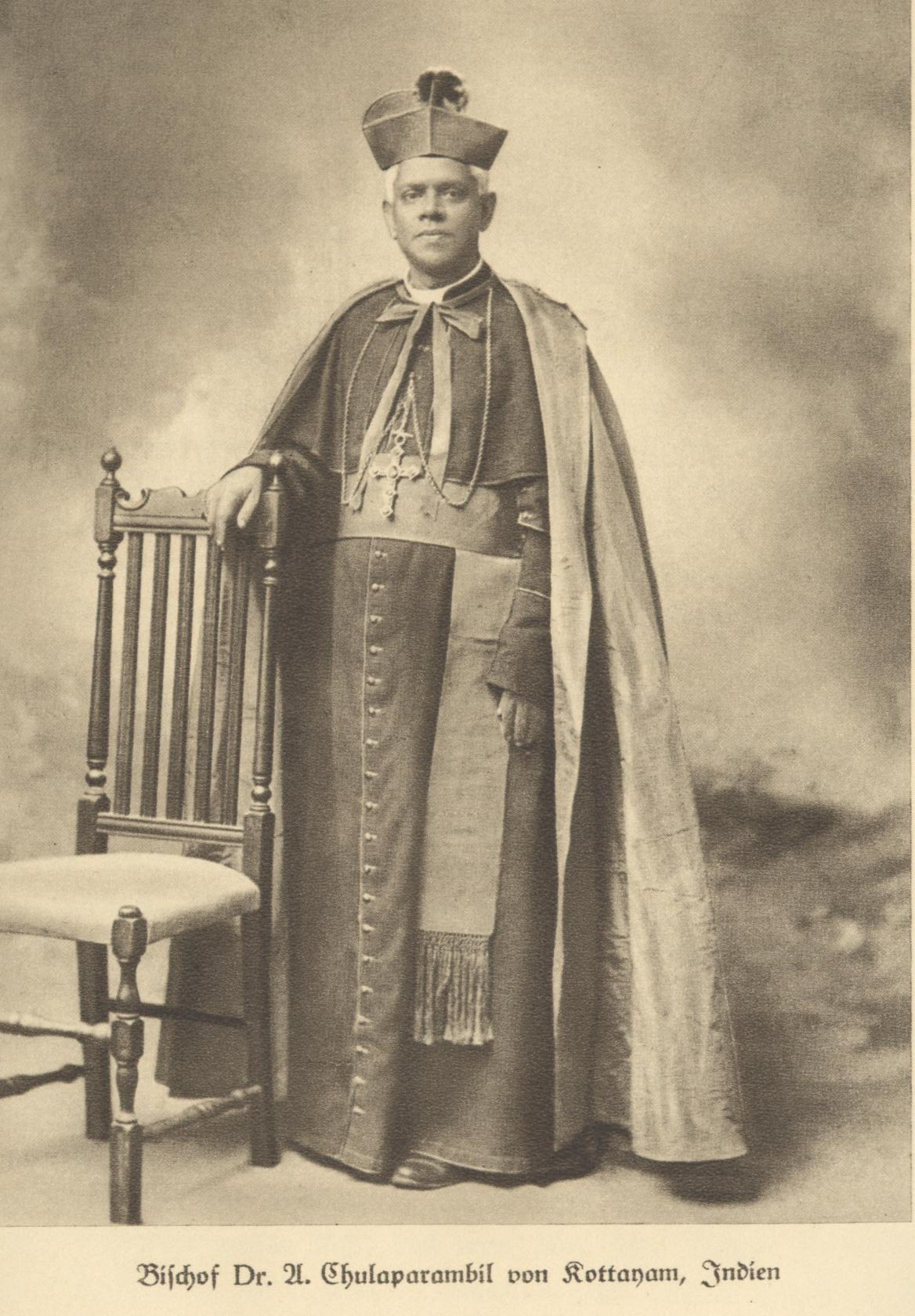
Alexander Chulaparambil, fue obispo de Kottayam

- Charles Lavigne, S.I. † (13 de septiembre de 1887-11 de junio de 1896 renunció)
  - Sede suprimida (1896-1911)
- Matthew Makil † (29 de agosto de 1911-26 de enero de 1914 falleció)
- Alexander Chulaparambil † (16 de julio de 1914-8 de enero de 1951 falleció)
- Thomas Tharayil † (8 de enero de 1951 sucesión-5 de mayo de 1974 retirado)
- Kuriakose Kunnacherry † (5 de mayo de 1974 sucesión-14 de enero de 2006 retirado)
- Mathew Moolakkattu, O.S.B., sucesión el 14 de enero de 2006